# Kristen pilgrimsfærd i middelalderen
Kristen pilgrimsfærd i middelalderen betegner de forskellige former for pilgrimsfærd personer, der tilhørte den vestlige kirke i middelalderen, foretog.
Pilgrimsfærd var i middelalderen en vigtig del af det religiøse liv i perioden. Tusindvis af mennesker flokkedes på landevejene for at nå frem til en kirke eller helligdom og bede ved et sted med særligt stærke bånd til hellige personer.
Det var en gammel kristen tradition for religiøst eksil, der i middelalderen oplevede en kraftig opblomstring. Tidligt i kristendommens historie havde eremitter forladt deres hidtidige liv og var flyttet ud i ørkenen som led i en asketisk livsførelse. Mange nye munkeklostre blev grundlagt, mens lægfolk kunne leve en midlertidig munketilværelse ved at forlade deres hjem og rejse mellem helligdommene, dette blev peregrinio (latin: rejsende/landflygtig), som på dansk blev til pilgrim.
Pilgrimsfærden blev knyttet til det bodssystem, der længe havde eksisteret i klostrene, men nu kunne lægfolk også tage del i det. I middelaldermenneskets religionsopfattelse var det at opnå tilgivelse og aflad for sine synder et helt centralt punkt. En valfart var en ny mulighed for at begynde et syndefrit liv, og strabadserne på en rejse til Jerusalem eller en anden helligdom blev sammenlignet med myten om Jesu lidelse og død (imitatio christi). På denne måde kunne den rejsende opleve en personlig udfrielse gennem associationen med Jesus.

## Historisk udvikling
Boden var et af de såkaldte sakramenter, og det at gøre bod betød, at man bekræftede eller fornyede sin relation til Gud. I den forståelse var frelsen en selvfølgelighed, hvis man havde den rette syndfrie relation. Pilgrimsfærd var en mulighed for bodsøvelse, men den blev aldrig underlagt en fast liturgi.
Den spontane karakter, som pilgrimsritualet havde haft i tidligere tider, forsvandt dog aldrig helt i højmiddelalderen, da den blev inkorporeret i en mere institutionaliseret struktur. Tidligere havde eksilet været pilgrimmens egen frivillige beslutning, og rejserute og valfartsmål hans eget valg. Nu blev en bestemt rejse som bod pålagt en synder, der først havde skriftet hos en præst.
I årene efter, at man mente Jesu grav opdaget i år 325, skete der en dramatisk forandring i kristnes holdning til Jerusalem og Det hellige land. Man fik en voldsom forøgelse i antal pilgrimme. Af Hieronymus' beretning om Paulas og Marcellas pilgrimsrejse fremgår, at der i slutningen af 300-tallet fandtes en lang sti gennem Israel, der bragte pilgrimmene til steder af betydning i Jesu liv. Patriarken Kyrillos af Jerusalem arbejdede ivrigt for at få 300-tallets Jerusalem kendt som "en hellig by", og skabte begyndelsen til kirkeåret, som vi kender det i dag, ved at præsentere de besøgende for en varierende liturgi, hvor julen blev knyttet til Betlehem, påsken til Jerusalem, osv.  Allerede i 333 rejste "Bordeaux-pilgrimmen"  rundt i Det hellige land. Konstantin den Store var komme til magten i rigets østlige halvdel kun ni år tidligere, og det faktum at galleren overhovedet kunne foretage rundrejsen, er et vidnesbyrd om, hvordan Konstantins styre åbnede nye muligheder for at rejse omkring. Af gallerens rejsebeskrivelse fremgår, hvor fantasifulde de lokale guider var. Fx fik han fremvist "huset, hvor skøgen Rahab boede", uden at undres over, at huset stadigvæk stod, 1.500 år efter Rahabs tid. 
Forandringen i opfattelsen af, hvad en pilgrimsfærd var, kan spores fra omkring 1100. I kilderne begynder ordet  peregrinatio (latin for pilgrimsfærd) at få en ny betydning. Fra at have betydet landflygtig eller bare rejsende kom det til betegne en person, der besøgte et valfartssted. Samtidigt steg antallet af valfartssteder kraftigt i hele Europa, dog var der store regionale forskelle.
En begivenhed, der fik stor betydning for denne udvikling, var erobringen af Jerusalem i 1099. Byen blev nu regeret af personer, der selv var udlændinge, men samtidigt strømmede andre fremmede dertil for at besøge dens helligdomme. Omkring 3. korstog i 1187 blev ordet pilgrim næsten udelukkende brugt i sin moderne betydning.  Ritualerne omkring et valfartssted blev dog ved med at skifte mellem det spontane og det institutionaliserede; nye skikke kunne hurtigt opstå blandt de tilrejsende, efterfølgende kunne de så blive indarbejdet i en fast struktur af stedets myndigheder. Selve oprindelsen til et valfartssted virkede som regel spontan, når nye rygter om mirakler tiltrak pilgrimme.
Efter 1099 ændredes Jerusalems topografi, idet byen erobredes af korsfarerne. Nu faldt alle de begrænsninger, muslimske magthavere havde pålagt deres kristne gæster, bort, og friheden til at nyfortolke ritualer blev dermed større. Mængden af helligsteder, der var til rådighed for de kristne, blev ligeledes forøget; for eksempel blev Klippemoskeen på Tempelbjerget omdannet til en kirke og valfartssted under navnet Templum Domini. Og en mængde ”nye” steder blev ”opdaget” både af pilgrimme og af beboerne.  Normalt søgte gejstligheden at styre religiøsiteten, men når folk strømmede til et nyt valfartsmål, måtte de bare følge med. Med tiden blev også de nye valfartsteder lagt i faste rammer, således at det kunne kontrolleres af stedets dominerende institutioner, såsom kirker, klostre og fyrster. 
Udviklingen af nye rejsemål fulgte en cyklisk bevægelse: Opblomstringen af nye centre begyndte med en generel tilpasning til nye kulturelle krav, der var et resultat af socioøkonomiske forandringer i datidens samfund. Tilpasningerne begyndte normalt i nye valfartscentre, men de ældre kopierede hurtigt de nye former, og disse oplevede så på ny en blomstring. 
De besøgende pilgrimme oplevede valfartstederne på en anden måde end de bosiddende: Helligdommene, som pilgrimmen besøgte på sin rejse, var steder og bygninger, der hørte til i et mytisk landskab, hvor de var fysiske manifestationer af begivenheder i legenderne. Pilgrimmens rejserute blev til en ramme for et religiøst ritual i stedet for at være ritualet i sig selv.
For hver eneste udførelse af et ritual gælder det, at det er deltagerne selv sammen med stedet, der skaber den situation, som de selv opfatter som ritualet. For eksempel har en ritualforskrift kun betydning i konstrueringen af ritualet, hvis hele situationen opfattes som rigtig af deltagerne. De skaber den forbindelse mellem den aktuelle situation og forbillederne, som ritualet er afhængigt af. Udgangspunktet for tolkningen er det kulturelle system og situationen. I valfartsbeskrivelserne brugte forfatteren således de koncepter, som allerede forklarede rejsens betydning, mens ritualdeltageren tolkede dem i forhold sin egen situation.

## Religiøs betydning
Helgenkult og relikvier var et vigtigt element i middelalderens religiøsitet og dermed også i pilgrimsritualet. Opdagelsen eller anskaffelsen af nye relikvier kunne skabe nye valfartsmål, det fx i Vézelay, hvor ankomsten af Maria Magdalenes formodede jordiske rester skabte et meget vigtigt helligsted i Frankrig.
Det er samtidigt vigtigt at huske på, at helgenkult indgik i mange forhold, også dagligdags, og derfor var tilbedelsen af helgenens relikvier kun ét aspekt af pilgrimsfærden. Et andet og måske mere vigtigt aspekt var den åndelige betydning af selve rejsen; siden middelalderen har valfarten været opfattet som et symbolsk billede på menneskets liv, og mange fremstillinger af pilgrimsrejser har været en afspejling af formidlerens egen opfattelse af, hvad livet var.
Døden har også altid haft en tæt sammenhæng med rejsen, og ofte har den inkluderet mange dødssymboler. I middelalderen døde pilgrimmen måske på selve rejsen for så ved dens mål at blive genfødt til en ny chance som syndfrit menneske. I sidste ende var målet for alle pilgrimsrejser ikke kun kun et geografisk punkt, de var alle et aspekt af det himmelske Jerusalem og dermed den endelige frelse og det evige liv efter døden.
I vore dage har opfattelsen af rejser dog ændret sig meget siden dengang. I dag er den åndelige rejse, som den kendes i udviklingsromanen, en personlig rejse, der både har korsveje, vildveje og vendepunkter. I middelalderen fandtes der kun én vej, og vanskeligheder skulle overvindes med hjælp fra Gud, og vejen var derfor den vej, Gud havde anvist.  Hjemturen var uinteressant, for ideelt set var man nu vendt hjem til himlen, og da der kun var en vej til målet, til frelsen, ville enhver afvigelse føre direkte til fortabelsen. 

## Pilgrimsguider
Nogle rejsende skrev efter en vellykket pilgrimsfærd, hvor de berettede om deres rejse. De var ikke kun guider for nye valfartsrejser til Palæstina, men blev også læst som simple rejsebeskrivelser eller brugt som hjælpemidler til, hvad man kunne kalde, åndelige rejser hjemme. Guiderne bestod i høj grad af lange citater fra ældre og autoritative værker, og da det var en ældgammel begivenhed, man foretog en rejse tilbage til, helt tilbage til mytens ophav.
Ældre og succesfulde fortilfælde for en pilgrimsfærd virkede understøttende i den aktuelle valfart, og de ældre beskrivelser tilførte den senere rejse den nødvendige autoritet. Tid har ikke den samme betydning i en rituel situation som i det normale liv. Det har derimod stedet og og den måde, man opfører sig på, og de rejsende havde derfor store følelsesmæssige oplevelser, fordi de udførte ritualet og derfor selv tog del i de bibelske myter på de selv samme steder, som var beskrevet i de hellige skrifter.
Et eksempel på en pilgrimsguide er Peter Diakonens beretning om en rejse til Jerusalem fra 1137,, som han skrev til sin abbed kort før sin afrejse til det Hellige land. Peter sammensatte den på grundlag af ældre og autoritative tekster såsom Egerias beskrivelse af sin egen valfart fra det 4. århundrede og Bedas skildring fra begyndelsen af det 8. århundrede, foruden en anden samtidig guide. Jerusalem er i Peters beskrivelse én stor relikviesamling, og han lader byen bestå af monumenter på en række legendariske steder eller over hellige personer og begivenheder. Han lod på denne måde sin guide modsvare de forventninger, læseren i forvejen havde til den hellige by. Der kendes en række eksemplarer af disse pilgrimsguider, ikke kun til Jerusalem, men også til mange af de andre valfartssteder, bl.a. Santiago de Compostela, og Rom.
Jerusalem og de øvrige valfartsmål var de jordiske rammer for Guds manifestationer i verden, og mange rejste til dem for at kunne dyrke Gud i de rette omgivelser, men endnu flere havde ikke den mulighed, og de kunne bruge Peters og andres beretninger til at skabe deres eget helligsted. Der kendes flere eksempler fra samtidige kilder på, at de rejsende tog mål af hellige bygninger og brugte dem som relikvier eller bønner. Derfor var en guide som denne ikke en beretning om én pilgrimsfærd, men var et forbillede for mange andre, der hjemme eller på andre steder kunne gentage pilgrimsritualet.